# Sarroch
Sarroch – miejscowość i gmina we Włoszech, w regionie Sardynia, w prowincji Cagliari.
Według danych na rok 2004 gminę zamieszkiwało 5130 osób, 76,6 os./km². Graniczy z Assemini, Capoterra, Pula i Villa San Pietro.